# Esgrima em cadeira de rodas

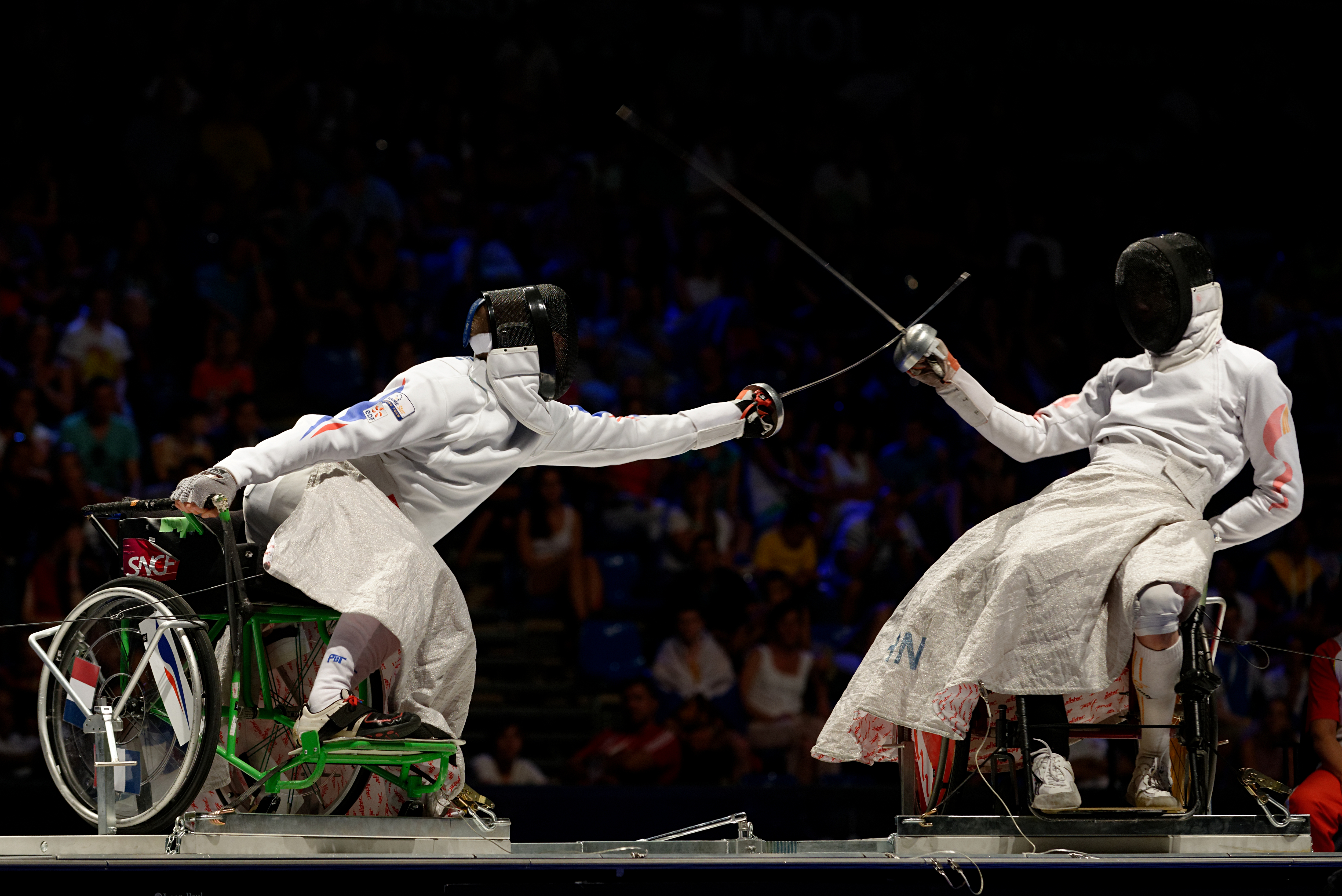
Uma disputa de esgrima em cadeira de rodas

Esgrima em cadeira de rodas é uma versão da esgrima para os atletas com deficiência. É disputado individualmente ou por equipes, e destina-se a atletas portadores de deficiência física motora, em cadeira de rodas, nas categorias masculina e feminina. A cadeira é fixada ao solo, por meio de uma armação especial, que ao mesmo tempo posiciona o atleta num certo ângulo e distância. Os combates são disputados em 5 toques ou três minutos, na primeira fase da competição. Na fase de eliminação, a partida tem três períodos de três minutos - ou até um dos adversários completar 15 pontos e pode ser disputada nas categorias: florete, espada (masculina e feminina) e sabre (masculina).

## História
Ludwig Guttmann, um médico alemão, em 1953 introduziu a modalidade da esgrima para cadeirantes. Nas paraolimpíadas, essa modalidade é considerada uma das mais tradicionais. Em 1960 na primeira Paraolimpíada, em Roma, já havia duelo entre homens e mulheres. As regras têm se desenvolvido conforme os avanços em técnicas de fixação das cadeiras no chão. A esgrima Paraolimpíca só pode ser competida por deficiência locomotora, a modalidade é administrada pelo Comitê Executivo de Esgrima e o Comitê Paraolimpíco Internacional, com regras da FIE (Federação Internacional de Esgrima).

## Especificações

### Equipamento
Na competição a pista tem 4 metros de comprimento e 1,5 metros de largura, diferente da esgrima olímpico por suas cadeiras serem fixadas no solo, caso os esgrimistas se movimentam é interrompida a competição. O objetivo é tocar o oponente com a ponta ou com a lâmina do sabre.
Os equipamentos obrigatórios da modalidade são: máscara, jaqueta e luvas protetoras. Nos duelos de florete, é a arma mais leve, há uma proteção para as rodas da cadeira. Nas disputas de espada, uma cobertura metálica é utilizada para proteger as pernas e as rodas da cadeira.

### Regras
Nos combates de florete só computam os pontos se a ponta da arma tocar o tronco do oponente. Na espada, o que vale é tocar o adversário com aponta da arma em qualquer parte acima do quadril; os pontos são os mesmos dos duelos de sabre, pode-se atingir o oponente tanto com a ponta quanto a lâmina do sabre. A contagem de pontos é através dos sensores nas roupas que quando tocada conta-se o ponto, e é acendida uma luz vermelha ou verde. Quando o ponto não é válido acende-se uma luz branca.
Na primeira rodada, torneios individuais duram quatro minutos, o vencedor é quem marca cinco pontos até o fim da disputa; nas seguintes etapas, há três tempos de três minutos cada, com intervalos de um minuto entre eles. O vencedor é o esgrimista que fizer 15 pontos ou que tiver maior pontuação no fim da disputa. Se houver empate e prorrogado por um minuto até um atingir o outro, como uma “morte súbita”.
Quando em equipe, vence quem fizer quarenta e cinco pontos. As equipes têm três competidores com a obrigação de terem um atleta classe B; no caso ocorra empate, o mesmo critério individual se aplica para apontar o vencedor.

### Classificação
O atleta portador de deficiência física motora é classificado em uma das três classes (A, B, ou C), dependendo de sua habilidade de movimento.
- Classe A: atletas que podem manter sua estabilidade ao sentar, movem o tronco em todos os sentidos e não possuem nenhuma limitação para manejar a espada.[4]
- Classe B: atletas cuja habilidade de manter a estabilidade é limitada, e necessitam de sustentação.[4]
- Classe C: atletas que possuem maior limitação de movimento do tronco e das mãos.[4]

Nos jogos Paraolímpicos, os eventos de esgrima compreendem apenas as classes A e B. As modalidades de esgrima são:
- Florete Masculino (Classes A e B)
- Florete Feminino (Classes A e B)
- Espada Masculina (Classes A e B)
- Espada Feminina (Classes A e B)
- Sabre (Classes A e B)

## Eventos
Campeonatos mundiais
| Edição | Ano  | Anfitrião | Datas               |
| ------ | ---- | --------- | ------------------- |
| 1      | 2010 | Paris     | 12 - 20 de Novembro |
| 2      | 2011 | Catânia   | 8 - 15 de Outubro   |
| 3      | 2013 | Budapeste | 7 - 12 de Agosto    |
| 4      | 2015 | Eger      | 17 -24 de Setembro  |
| 5      | 2017 | Roma      | 6 -12 de Novembro   |
| 6      | 2019 | Cheongju  | 17 - 23 de Setembro |

Campeonatos europeus
| Edição | Ano  | Anfitrião         | Datas               |
| ------ | ---- | ----------------- | ------------------- |
| 1      | 2011 | Sheffield         | 13 - 19 de Julho    |
| 2      | 2014 | Estrasburgo       | 7 - 12 de Junho     |
| 3      | 2016 | Casale Monferrato | 17 - 22 de Maio     |
| 4      | 2018 | Terni             | 17 - 23 de Setembro |